# Pajusaari (ö i Norra Österbotten, Oulunkaari, lat 64,96, long 27,15)
Pajusaari är en ö i Finland. Den ligger i sjön Kaihlanen och i kommunen Utajärvi i den ekonomiska regionen  Oulunkaari  och landskapet Norra Österbotten, i den centrala delen av landet, 500 km norr om huvudstaden Helsingfors. Öns area är 0,8 hektar och dess största längd är 290 meter i sydöst-nordvästlig riktning.